# Nicolaus Fest
Nicolaus Fest (ur. 1 lipca 1962 w Hamburgu) – niemiecki prawnik, dziennikarz i polityk, działacz Alternatywy dla Niemiec, poseł do Parlamentu Europejskiego IX kadencji.

## Życiorys
Urodził się w 1962 w rodzinie dziennikarza, pisarza i historyka Joachima Festa (1926–2006). Jego starszym bratem jest wydawca Alexander Fest (ur. 1960). Dorastał w Hamburgu i we Frankfurcie nad Menem. Ukończył studia prawnicze, zdał państwowe egzaminy prawnicze I oraz II stopnia, a w 1995 doktoryzował się na Uniwersytecie Humboldtów w Berlinie.
Przez kilka lat pracował w domu aukcyjnym Sotheby’s, następnie związany z branżą wydawniczą. Od 2001 zatrudniony w Axel Springer SE. Kierował działem kultury w dzienniku „Bild”, a od 2013 do 2014 zajmował stanowisko zastępcy redaktora naczelnego w „Bild am Sonntag”. Jego odejście nastąpiło kilka miesięcy po opublikowaniu artykułu, w którym publicysta określił islam jako przeszkodę dla integracji, która to publikacja stała się przyczynkiem licznych komentarzy. Nicolaus Fest podjął później działalność zawodową jako niezależny dziennikarz.
W październiku 2016 przystąpił do berlińskich struktur Alternatywy dla Niemiec. W listopadzie 2018 nominowany na kandydata AfD do Europarlamentu w wyborach zaplanowanych na maj 2019. W wyniku tych wyborów uzyskał mandat europosła IX kadencji.